# Tyräsuo
Tyräsuo este o arie protejată (arie specială de conservare — SAC, sit de importanță comunitară — SCI, arie de protecție specială avifaunistică — SPA) din Finlanda întinsă pe o suprafață de 763 ha, integral pe uscat.

## Localizare
Centrul sitului Tyräsuo este situat la coordonatele 65°27′38″N 26°36′48″E / 65.4606°N 26.6133°E.

## Înființare
Situl Tyräsuo a fost declarat sit de importanță comunitară în august 1998 pentru a proteja 13 specii de animale. Alte tipuri de protecție:
- arie de protecție specială avifaunistică (în august 1998)[2]
- arie specială de conservare (în aprilie 2015)[1][3][4]

## Biodiversitate
Situată în ecoregiunea boreală, aria protejată conține 6 habitate naturale: Lacuri și iazuri distrofice naturale, Cursuri de apă de la nivel de câmpie la nivel montan, cu vegetație Ranunculion fluitantis și Callitricho-Batrachion, Turbării active, Turbării Aapa, Taiga vestică, Mlaștini împădurite.
La baza desemnării sitului se află mai multe specii protejate de  păsări (13): gâscă de semănătură (Anser fabalis), ciuf de câmp (Asio flammeus), prundaș de nămol (Calidris falcinellus), bătăuș (Calidris pugnax), erete vânăt (Circus cyaneus), șoim de iarnă (Falco columbarius), șoimul rândunelelor (Falco subbuteo), cufundar polar (Gavia arctica), cocor (Grus grus), becațină mică (Lymnocryptes minimus), ploier auriu (Pluvialis apricaria), fluierar negru (Tringa erythropus), fluierar de mlaștină (Tringa glareola).